# Catocala normani
Catocala normani är en fjärilsart som beskrevs av Bartsch. 1916. Catocala normani ingår i släktet Catocala och familjen nattflyn. Inga underarter finns listade i Catalogue of Life.